# MJF Publicidade e Promoções
MJF Publicidade e Promoções ist eine brasilianische Spieleragentur und hat ihren Sitz in São Paulo.

## Geschichte
MJF Publicidade e Promoções wurde von Juan Figer Svirski und Wagner Ribeiro in São Paulo gegründet. MJF Publicidade e Promoções ist seit Ende der 1990er in den meisten südamerikanischen Transfers nach Europa verwickelt. Der erste Star war Luís Figo, der 2000 für 65 Mio. € gewechselt ist. In die Schlagzeilen gelangte das Unternehmen 2013 für den Transfer von Neymar von FC Santos zum FC Barcelona für mindestens 90 Mio. €, hierbei wurde Neymar von MJF Publicidade e Promoções als Spielerberater vertreten.

## Transfers (Auswahl)
Zu den bedeutendsten Transfers, die unter Beteiligung von MJF Publicidade e Promoções abgewickelt wurden, gehören:
- Juli 2000: Luís Figo zum Verein Real Madrid, Transaktionssumme 65 Mio. EUR
- Juli 2004 Alex zum Verein Fenerbahçe Istanbul, Transaktionssumme 5 Mio. EUR
- Juli 2006 Deivid, Edu Dracena und Diego Lugano zum Verein Fenerbahçe Istanbul, Transaktionssumme 15 Mio. EUR
- Juli 2005 Robinho zum Verein Real Madrid, Transaktionssumme 50 Mio. EUR
- Juli 2005 Júlio Baptista zum Verein Real Madrid, Transaktionssumme 20 Mio. EUR
- Juli 2008 Robinho zum Verein Manchester City, Transaktionssumme 42,5 Mio. EUR
- August 2011 Thiago Ribeiro zum Verein Cagliari Calcio, Transaktionssumme 5 Mio. EUR
- 2013 Neymar zum FC Barcelona, Summe mindestens 90 Mio. €
- 2017 Neymar wechselt für 222 Millionen € zu Paris Saint-Germain[5]

## Spieler (Auswahl)
MJF Publicidade e Promoções hat oder hatte folgende Spieler unter Vertrag:
- Zico
- Robinho
- Marcos Senna
- Alex
- Júlio Baptista
- Diego Lugano
- Luís Figo
- Zé Roberto
- Fábio Aurélio
- Hulk
- Neymar
- José Kléberson
- Alberto Acosta
- Thiago Ribeiro